# Schopf-Lavendel
Der Schopf-Lavendel (Lavandula stoechas)  ist eine Pflanzenart aus der Familie  der Lippenblütler (Lamiaceae).

## Merkmale
Der stark aromatisch riechende Strauch erreicht Wuchshöhen von 30 bis 100 cm. Er ist buschig verzweigt und dicht beblättert. Die etwa 4 cm langen Laubblätter sind gegenständig angeordnet und linealisch bis länglich-lanzettlich.
Der Blütenstand wird von einem Schopf aus violetten und länglich-eiförmigen Hochblättern gekrönt, die etwa 5 cm lang werden. Die darunter befindlichen Blüten bilden eine dichte, im Querschnitt viereckige, Scheinähre mit sechs- bis zehnblütigen Scheinquirlen. Die Tragblätter sind rhombisch herzförmig, braunviolett und filzig. Der 13-nervige Kelch wird 4 bis 6 mm lang. Der obere der fünf Zähne besitzt ein verkehrt-herzförmiges Anhängsel. Die Krone ist schwarzviolett, bis zu 8 mm lang und undeutlich zweilippig.
Blütezeit ist von März bis Juni.
Die Chromosomenzahl beträgt 2n = 30.

## Vorkommen
Das Verbreitungsgebiet der mediterranen Art erstreckt sich von den Kanarischen Inseln, Madeira über ganz Südeuropa bis zum östlichen Mittelmeer und Nordwestafrika. Als Standort werden Garigues, Macchien, lichte Kiefernwälder auf trockenen, kalkfreien Böden bevorzugt.

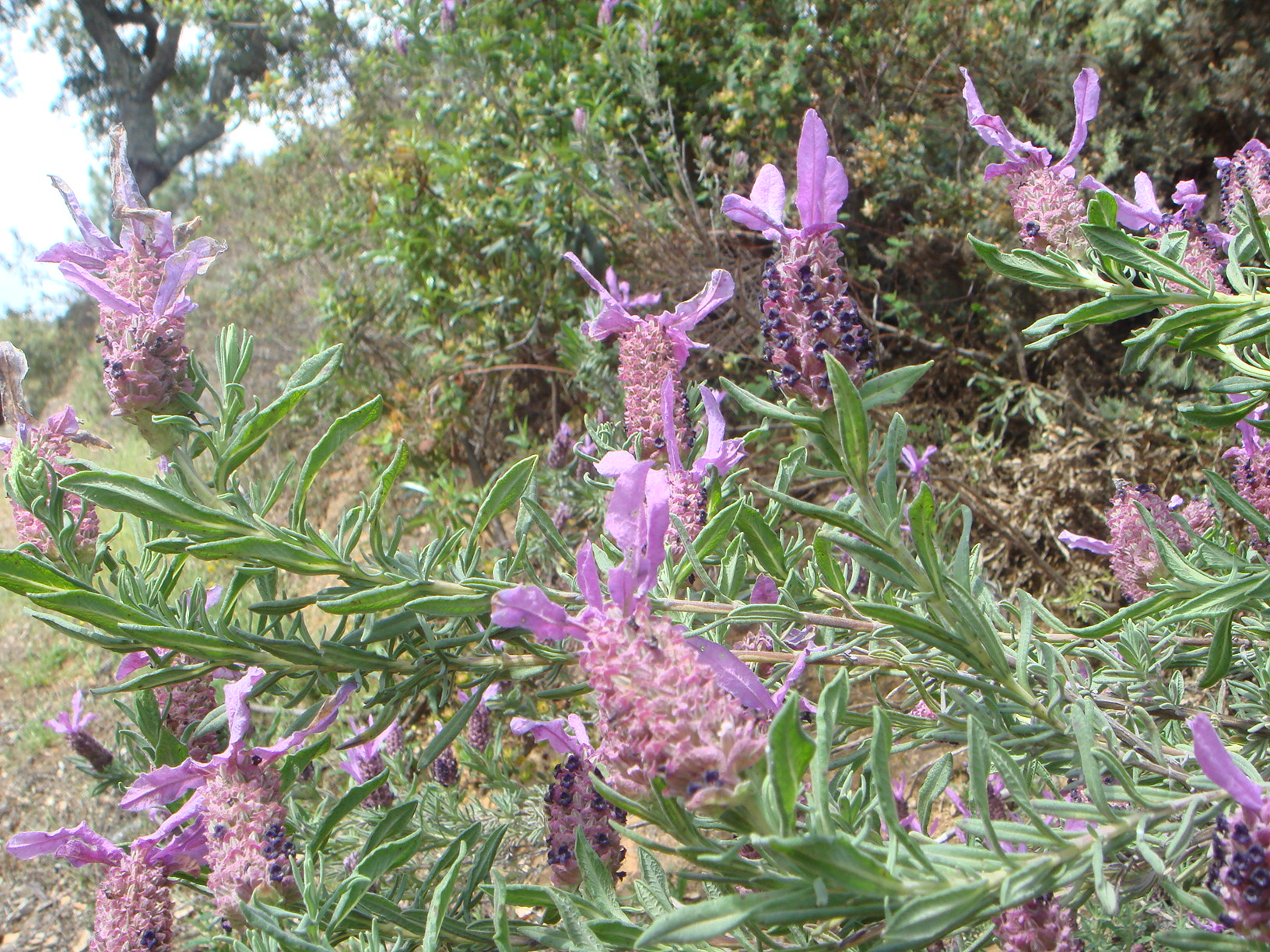
Lavandula stoechas subsp. luisieri

## Systematik
Man kann zwei Unterarten unterscheiden:
- Lavandula stoechas subsp. luisieri (Rozeira) Rozeira: Sie kommt in Portugal und im westlichen Spanien vor.[2]
- Lavandula stoechas subsp. stoechas: Sie kommt im Mittelmeerraum vor von Marokko und Portugal bis Zypern, zur Türkei und bis Palästina.[2]

## Sonstiges
Auch der Schopf-Lavendel produziert ätherische Öle, die jedoch wirtschaftlich nicht genutzt werden. Er gehört zu denjenigen Arten, die als frostempfindlich, also nicht winterhart, gelten und daher im Freien den in Mitteleuropa üblichen Winter nur gut überstehen, wenn sie einen geeigneten Standort haben, richtig vorbereitet wurden und ausreichend geschützt werden.
Eine mittelalterliche lateinische Bezeichnung der auch ährenförmiger Lavendel genannten Pflanze war neben stoechas auch sticados arabicum (bzw. Stoechas arabica).